# Europese kampioenschappen atletiek 1954
De vijfde Europese kampioenschappen atletiek werden van 25 augustus 1954 tot en met 29 augustus 1954 gehouden in het Stadion Neufeld van Bern. In totaal waren er 35 titels te vergeven, waarvan 24 voor mannen en 11 voor vrouwen.
Bij deze editie werden drie wereldrecords verbeterd. De Sovjet-Russische langeafstandsloper Vladimir Koets verbeterde het wereldrecord van Emil Zátopek (13.57,2) op de 5000 m tot 13.56,6. Bij het kogelslingeren verbeterde zijn landgenoot Mikhail Krivonosov het record tot 63,34 m. Ten slotte verbeterde de Hongaar Sándor Rozsnyói het wereldrecord bij de 3000 m steeplechase tot 8.49,6. De Duitser Heinz Fütterer verbeterde op de 200 m het Europees record tot 20,9 s.
Op de eerste dag leverde de familie Zátopek een dubbelslag: Emil won de 10.000 m en zijn vrouw Dana Zátopková het speerwerpen.

## Uitslagen

### 100 m
| Rang | Land | Atleet         | Tijd |
| ---- | ---- | -------------- | ---- |
| 1    | FRG  | Heinz Fütterer | 10,5 |
| 2    | FRA  | René Bonino    | 10,6 |
| 3    | GBR  | George Ellis   | 10,7 |
| 4    | FRG  | Leo Pohl       | 10,7 |
| 5    | SWE  | Jan Carlsson   | 10,7 |
| 6    | NED  | Theo Saat      | 11,1 |

| Rang | Land | Atleet           | Tijd |
| ---- | ---- | ---------------- | ---- |
| 1    | URS  | Irina Turowa     | 11,8 |
| 2    | NED  | Puck Brouwer     | 11,9 |
| 3    | GBR  | Anne Pashley     | 11,9 |
| 4    | ITA  | Giuseppina Leone | 12,0 |
| 5    | HUN  | Vera Neszmélyi   | 12,1 |
| 6    | GBR  | Heather Armitage | 12,1 |

### 200 m
| Rang | Land | Atleet            | Tijd      |
| ---- | ---- | ----------------- | --------- |
| 1    | FRG  | Heinz Fütterer    | 20,9 (ER) |
| 2    | URS  | Ardalion Ignatiew | 21,1      |
| 3    | GBR  | George Ellis      | 21,2      |
| 4    | GBR  | Brian Shenton     | 21,3      |
| 5    | SWE  | Jan Carlsson      | 21,5      |
| 6    | TCH  | Václav Janecek    | 21,9      |

| Rang | Land | Atleet           | Tijd |
| ---- | ---- | ---------------- | ---- |
| 1    | URS  | Marija Itkina    | 24,3 |
| 2    | URS  | Irina Turowa     | 24,4 |
| 3    | GBR  | Shirley Hampton  | 24,4 |
| 4    | POL  | Barbara Lerczak  | 24,4 |
| 5    | URS  | Rimma Ulitkina   | 24,7 |
| 6    | FRG  | Charlotte Böhmer | 25,0 |

### 400 m
| Rang | Land | Atleet              | Tijd      |
| ---- | ---- | ------------------- | --------- |
| 1    | URS  | Ardalion Ignatiew   | 46,6 (CR) |
| 2    | FIN  | Voitto Hellstén     | 47,0      |
| 3    | HUN  | Zoltán Adamik       | 47,6      |
| 4    | FRG  | Karl-Friedrich Haas | 47,6      |
| 5    | SUI  | Jean-Jacques Hegg   | 47,8      |
| 6    | FRA  | Jacques Degats      | DSQ       |

### 800 m
| Rang | Land | Atleet           | Tijd        |
| ---- | ---- | ---------------- | ----------- |
| 1    | HUN  | Lajos Szentgali  | 1.47,1 (CR) |
| 2    | BEL  | Lucien De Muynck | 1.47,3      |
| 3    | NOR  | Audun Boysen     | 1.47,4      |
| 4    | GBR  | Derek Johnson    | 1.47,4      |
| 5    | BEL  | Roger Moens      | 1.47,8      |
| 6    | LUX  | Gérard Rasquin   | 1.51,4      |
| 7    | SWE  | Tage Ekfeldt     | 1.53,8      |
| 8    | IRL  | Ronald Delany    | 2.03,5      |

| Rang | Land | Atleet             | Tijd        |
| ---- | ---- | ------------------ | ----------- |
| 1    | URS  | Nina Otkalenko     | 2.08,8 (CR) |
| 2    | GBR  | Diane Leather      | 2.09,8      |
| 3    | URS  | Lyudmila Lysenko   | 2.11,2      |
| 4    | HUN  | Aranka Kazi        | 2.11,9      |
| 5    | POL  | Bozena Pestka      | 2.12,6      |
| 6    | GBR  | Valerie Winn       | 2.13,3      |
| 7    | GBR  | Ann Oliver         | 2.13,3      |
| 8    | TCH  | Bedriska Müllerova | 2.13,6      |

### 1500 m
| Rang | Land | Atleet              | Tijd        |
| ---- | ---- | ------------------- | ----------- |
| 1    | GBR  | Roger Bannister     | 3.43,8 (CR) |
| 2    | DEN  | Gunnar Nielsen      | 3.44,4      |
| 3    | TCH  | Stanislav Jungwirth | 3.45,4      |
| 4    | SWE  | Ingvar Eriksson     | 3.46,2      |
| 5    | FRG  | Werner Lueg         | 3.46,4      |
| 6    | HUN  | Sandor Iharos       | 3.47,0      |
| 7    | FIN  | Denis Johansson     | 3.47,4      |
| 8    | FRG  | Gunther Dohrow      | 3.48,2      |

### 5000 m
| Rang | Land | Atleet               | Tijd         |
| ---- | ---- | -------------------- | ------------ |
| 1    | URS  | Vladimir Koets       | 13.56,6 (WR) |
| 2    | GBR  | Christopher Chataway | 14.08,8      |
| 3    | TCH  | Emil Zátopek         | 14.10,2      |
| 4    | URS  | Vladimir Okorokov    | 14.20,0      |
| 5    | BEL  | Lucien Hanswijk      | 14.25,6      |
| 6    | BEL  | Frans Herman         | 14.31,4      |
| 7    | NOR  | Öistin Saksvik       | 14.32,2      |
| 8    | FIN  | Urho Julin           | 14.32,4      |

### 10.000 m
| Rang | Land | Atleet         | Tijd    |
| ---- | ---- | -------------- | ------- |
| 1    | TCH  | Emil Zátopek   | 28.58,0 |
| 2    | HUN  | József Kovács  | 29.27,6 |
| 3    | GBR  | Frank Sando    | 29.32,8 |
| 4    | FRG  | Herbert Schade | 29.32,8 |
| 5    | YUG  | Franjo Mihalić | 29.59,6 |
| 6    | GBR  | Peter Driver   | 30.03,6 |

### 110 m horden/80 m horden
| Rang | Land | Atleet             | Tijd |
| ---- | ---- | ------------------ | ---- |
| 1    | URS  | Yevgeniy Bulanchik | 14,4 |
| 2    | GBR  | John Parker        | 14,6 |
| 3    | FRG  | Berthold Steines   | 14,7 |
| 4    | YUG  | Stanko Lorger      | 14,7 |
| 5    | IRL  | Eamonn Kinsella    | 14,7 |
| 6    | ROM  | Ion Opris          | 15,1 |

| Rang | Land | Atleet                | Tijd      |
| ---- | ---- | --------------------- | --------- |
| 1    | URS  | Maria Goloebnitshaja  | 11,0 (CR) |
| 2    | FRG  | Anneliese Seonbuchner | 11,2      |
| 3    | GBR  | Pamela Seaborne       | 11,3      |
| 4    | FRA  | Denise Laborie        | 11,3      |
| 5    | YUG  | Milena Babovic        | 11,5      |
| 6    | FRA  | Jean Desforges        | 11,5      |

### 400 m horden
| Rang | Land | Atleet            | Tijd      |
| ---- | ---- | ----------------- | --------- |
| 1    | URS  | Anatoliy Yulin    | 50,5 (CR) |
| 2    | URS  | Yuriy Lituyev     | 50,8      |
| 3    | FIN  | Sven-Oswald Mildh | 51,5      |
| 4    | FRA  | Guy Cury          | 51,8      |
| 5    | GBR  | Robert Shaw       | 52,3      |
| 6    | HUN  | Antal Lippay      | 52,4      |

### 3000 m steeplechase
| Rang | Land | Atleet             | Tijd        |
| ---- | ---- | ------------------ | ----------- |
| 1    | HUN  | Sandor Rozsnyoi    | 8.49,6 (WR) |
| 2    | FIN  | Olavi Rinteenpää   | 8.52,4      |
| 3    | NOR  | Ernst Larsen       | 8.53,2      |
| 4    | FIN  | Pentti Karvonen    | 8.55,2      |
| 5    | HUN  | Laszlo Jeszenszky  | 8.59,4      |
| 6    | URS  | Viktor Kurchavov   | 9.00,2      |
| 7    | TCH  | Vastimil Brlica    | 9.03,6      |
| 8    | URS  | Yevgeniy Kodyaykin | 9.07,4      |

### 4 × 100 m estafette
| Rang | Land | Atleet                                                              | Tijd      |
| ---- | ---- | ------------------------------------------------------------------- | --------- |
| 1    | HUN  | László Zarándi Géza Varasdi György Csányi Béla Goldoványi           | 40,6 (CR) |
| 2    | GBR  | Kenneth Box George Ellis Ken Jones Brian Shenton                    | 40,8      |
| 3    | URS  | Boris Tokarew Wiktor Rjabow Lewan Sanadse Leonid Bartenew           | 40,9      |
| 4    | TCH  | Frantisek Broz Bohuslav Hlídek Václav Janeček František Šimánek     | 40,9 (NR) |
| 5    | ITA  | Wolfgango Montanari Sergio D'Asnasch Lucio Sangermano Luigi Gnocchi | 41,0      |
| 6    | SWE  | Börje Andersson Kaj Månsson Sven Olof Westlund Jan Carlsson         | 41,3      |

| Rang | Land | Atleet                                                        | Tijd      |
| ---- | ---- | ------------------------------------------------------------- | --------- |
| 1    | URS  | Vera Krepkina Rimma Ulitkina Marija Itkina Irina Turowa       | 45,8 (CR) |
| 2    | FRG  | Irmgard Egert Charlotte Böhmer Irene Brütting Maria Sander    | 46,3      |
| 3    | ITA  | Maria Musso Giuseppina Leone Letizia Bertoni Milena Greppi    | 46,6      |
| 4    | GBR  | Heather Armitage Jean Desforges Shirley Hampton Ann Pashley   | 46,7      |
| 5    | POL  | Maria Ilwicka Barbara Lerczak Maria Kusion Celina Jesionowska | 47,1      |
| 6    | TCH  | Zlata Ptáčková Jana Rábová Anna Kovaříková Libuše Strejčková  | 48,5      |

### 4 × 400 m estafette
| Rang | Land | Atleet                                                                      | Tijd   |
| ---- | ---- | --------------------------------------------------------------------------- | ------ |
| 1    | FRA  | Claude Haarhoff Jacques Degats Jean-Paul Martin du Gard Jean-Pierre Goudeau | 3.08,7 |
| 2    | FRG  | Hans Geister Helmut Dreher Heinz Ulzheimer Karl-Friedrich Haas              | 3.08,8 |
| 3    | FIN  | Raimo Graeffe Sven-Oswald Mildh Rolf Back Voitto Hellsten                   | 3.11,5 |
| 4    | SWE  | Gösta Brännström Uno Elofsson Tage Ekfeldt Lars-Erik Wolfbrandt             | 3.12,5 |
| 5    | HUN  | Péter Karádi Lajos Szentgali Egon Solymossy Zoltán Adámik                   | 3.26,1 |
| -    | GBR  | Peter Higgins Alan Dick Peter Fryer Derek Johnson                           | DSQ    |

### Hoogspringen
| Rang | Land | Atleet               | Tijd      |
| ---- | ---- | -------------------- | --------- |
| 1    | SWE  | Bengt Nilsson        | 2,02 (CR) |
| 2    | TCH  | Jiří Lanský          | 1,98      |
| 3    | TCH  | Jaroslav Kovář       | 1,96      |
| 4    | SWE  | Bertil Holmgren      | 1,96      |
| 5    | URS  | Juri Stepanov        | 1,93      |
| 6    | BUL  | Todor Belchev        | 1,93      |
| 7    | FRG  | Todor Belchev        | 1,93      |
| 8    | POL  | Zbigniew Lewandowski | 1,90      |

| Rang | Land | Atleet             | Tijd      |
| ---- | ---- | ------------------ | --------- |
| 1    | GBR  | Thelma Hopkins     | 1,67 (CR) |
| 2    | ROM  | Iolanda Balaș      | 1,65      |
| 3    | TCH  | Olga Modrachova    | 1,63      |
| 4    | SWE  | Gunhild Larking    | 1,63      |
| 5    | GBR  | Sheila Lerwill     | 1,60      |
| 6    | URS  | Aleksandra Chudina | 1,60      |
| 7    | TCH  | Liduska Ajglova    | 1,55      |
| 8    | FRG  | Renate Kramer      | 1,55      |

### Polsstokhoogspringen
| Rang | Land | Atleet            | Tijd      |
| ---- | ---- | ----------------- | --------- |
| 1    | FIN  | Eeles Landström   | 4,40 (CR) |
| 2    | SWE  | Ragnar Lundberg   | 4,40 (CR) |
| 3    | FIN  | Jukka Piironen    | 4,30      |
| 3    | GBR  | Geoffrey Elliott  | 4,30      |
| 5    | HUN  | Tamás Homonnay    | 4,30      |
| 6    | GRE  | Georgios Roubanis | 4,25      |
| 7    | FRA  | Victor Sillon     | 4,25      |
| 8    | URS  | Vitaliy Chernobay | 4,25      |

### Verspringen
| Rang | Land | Atleet              | Tijd |
| ---- | ---- | ------------------- | ---- |
| 1    | HUN  | Ödön Földessy       | 7,51 |
| 2    | POL  | Zbigniew Iwanski    | 7,46 |
| 3    | FRA  | Ernest Wanko        | 7,41 |
| 4    | FRG  | Günther Jobst       | 7,38 |
| 5    | FIN  | Wilhelm Porrassalmi | 7,36 |
| 6    | TCH  | Václav Martinek     | 7,32 |
| 7    | ITA  | Attilio Bravi       | 7,25 |
| 8    | POL  | Janusz Ratajczak    | 7,23 |

| Rang | Land | Atleet             | Tijd |
| ---- | ---- | ------------------ | ---- |
| 1    | GBR  | Jean Desforges     | 6,04 |
| 2    | URS  | Aleksandra Chudina | 5,93 |
| 3    | POL  | Elżbieta Duńska    | 5,83 |
| 4    | FRG  | Erika Fisch        | 5,81 |
| 5    | URS  | Galina Vinogradova | 5,79 |
| 6    | POL  | Maria Ilwicka      | 5,73 |
| 7    | GBR  | Shirley Cawley     | 5,73 |
| 8    | POL  | Maria Kusion       | 5,63 |

### Hink-stap-springen
| Rang | Land | Atleet              | Tijd  |
| ---- | ---- | ------------------- | ----- |
| 1    | URS  | Leonid Shcherbakov  | 15,90 |
| 2    | SWE  | Roger Norman        | 15,17 |
| 3    | TCH  | Martin Rehak        | 15,10 |
| 4    | POL  | Zygfryd Weinberg    | 14,91 |
| 5    | SUI  | Fritz Portmann      | 14,81 |
| 6    | FIN  | Kari Rahkamo        | 14,73 |
| 7    | POL  | Jerzy Gizelewski    | 14,20 |
| 8    | FRG  | Theo Strohschnieder | 14,15 |

### Kogelstoten
| Rang | Land | Atleet            | Tijd       |
| ---- | ---- | ----------------- | ---------- |
| 1    | TCH  | Jiri Skobla       | 17,20 (CR) |
| 2    | URS  | Otto Grigalka     | 16,69      |
| 3    | URS  | Heino Heinaste    | 16,27      |
| 4    | SWE  | Roland Nilsson    | 16,17      |
| 5    | GBR  | John Savidge      | 16,10      |
| 6    | HUN  | Ferenc Kövesdi    | 15,70      |
| 7    | ROM  | Gabriel Georgescu | 15,48      |
| 8    | YUG  | Petar Sarcevic    | 15,43      |

| Rang | Land | Atleet              | Tijd  |
| ---- | ---- | ------------------- | ----- |
| 1    | URS  | Galina Zybina       | 15,65 |
| 2    | URS  | Maria Kuznetsova    | 14,99 |
| 3    | URS  | Tamara Tysjkevitsj  | 14,78 |
| 4    | TCH  | Adela Tischlerova   | 14,02 |
| 5    | FRG  | Marianne Werner     | 13,93 |
| 6    | YUG  | Maria Radosavljevic | 13,71 |
| 7    | FRG  | Marlene Biedermann  | 12,96 |
| 8    | HUN  | Maria Feher         | 12,93 |

### Discuswerpen
| Rang | Land | Atleet             | Tijd  |
| ---- | ---- | ------------------ | ----- |
| 1    | ITA  | Adolfo Consolini   | 53,44 |
| 2    | ITA  | Giuseppe Tosi      | 52,34 |
| 3    | HUN  | József Szécsényi   | 51,58 |
| 4    | HUN  | Ferenc Klics       | 51,43 |
| 5    | SWE  | Roland Nilsson     | 50,97 |
| 6    | URS  | Otto Grigalka      | 50,60 |
| 7    | YUG  | Vitomir Krivokapic | 48,79 |
| 8    | TCH  | Jan Vrabel         | 48,76 |

| Rang | Land | Atleet            | Tijd  |
| ---- | ---- | ----------------- | ----- |
| 1    | URS  | Nina Ponomarjova  | 48,02 |
| 2    | URS  | Irina Begljakova  | 45,79 |
| 3    | URS  | Galina Zybina     | 44,77 |
| 4    | TCH  | Stepánka Mertová  | 44,37 |
| 5    | TCH  | Jirina Voborilová | 44,33 |
| 6    | YUG  | Julia Matej       | 43,95 |
| 7    | ROM  | Lia Manoliu       | 43,86 |
| 8    | FRG  | Karen Sonneck     | 43,86 |

### Kogelslingeren
| Rang | Land | Atleet             | Tijd       |
| ---- | ---- | ------------------ | ---------- |
| 1    | URS  | Mikhail Krivonosov | 63,34 (WR) |
| 2    | NOR  | Sverre Strandli    | 61,07      |
| 3    | HUN  | Jozsef Csermak     | 59,72      |
| 4    | POL  | Tadeusz Rut        | 57,70      |
| 5    | TCH  | Milos Maca         | 57,05      |
| 6    | HUN  | Imre Németh        | 56,86      |
| 7    | YUG  | Ivan Gubijan       | 56,75      |
| 8    | URS  | Nikolay Redkin     | 56,35      |

### Speerwerpen
| Rang | Land | Atleet                 | Tijd  |
| ---- | ---- | ---------------------- | ----- |
| 1    | POL  | Janusz Sidlo           | 76,35 |
| 2    | URS  | Vladimir Kuznetsov     | 74,61 |
| 3    | FIN  | Soini Nikkinen         | 73,38 |
| 4    | URS  | Viktor Tsyboelenko     | 72,39 |
| 5    | SWE  | Otto Bengtsson         | 72,38 |
| 6    | SWE  | Gullbrand Sjöström     | 71,98 |
| 7    | POL  | Zbigniew Radziwonowicz | 69,84 |
| 8    | HUN  | Sandor Krasznai        | 68,45 |

| Rang | Land | Atleet             | Tijd  |
| ---- | ---- | ------------------ | ----- |
| 1    | TCH  | Dana Zátopková     | 52,91 |
| 2    | URS  | Virve Roolaid      | 49,94 |
| 3    | URS  | Nadezhda Konyayeva | 49,49 |
| 4    | FRG  | Jutta Krüger       | 47,39 |
| 5    | URS  | Aleksandra Chudina | 47,05 |
| 6    | YUG  | Cmiljka Kalusevic  | 46,78 |
| 7    | POL  | Jadwiga Majka      | 44,80 |
| 8    | HUN  | Erzsebeth Vigh     | 43,74 |

### Tienkamp/Vijfkamp
| Rang | Land | Atleet             | Tijd      |
| ---- | ---- | ------------------ | --------- |
| 1    | URS  | Vasiliy Kuznetsov  | 6752 (CR) |
| 2    | FIN  | Torbjorn Lassenius | 6424      |
| 3    | FRG  | Heinz Oberbeck     | 6263      |
| 4    | URS  | Yuriy Kutenko      | 6097      |
| 5    | TCH  | Miloslav Moravec   | 5953      |
| 6    | SUI  | Manfred Huber      | 5813      |
| 7    | FRG  | Friedel Schirmer   | 5750      |
| 8    | AUT  | Arnulf Pilhatsch   | 5725      |

| Rang | Land | Atleet             | Tijd |
| ---- | ---- | ------------------ | ---- |
| 1    | URS  | Aleksandra Chudina | 4526 |
| 2    | FRG  | Maria Sander       | 4485 |
| 3    | FRG  | Maria Sturm        | 4357 |
| 4    | FRG  | Lena Stumpf        | 4336 |
| 5    | URS  | Sofia Burdulenko   | 4265 |
| 6    | POL  | Maria Ilwicka      | 4233 |
| 7    | URS  | Nina Martynenko    | 4220 |
| 8    | FRA  | Marthe Lambert     | 4203 |

### Marathon
| Rang | Land | Atleet              | Tijd         |
| ---- | ---- | ------------------- | ------------ |
| 1    | FIN  | Veikko Karvonen     | 2:24.51 (CR) |
| 2    | URS  | Boris Grishayev     | 2:24.55      |
| 3    | URS  | Ivan Filin          | 2:25.26      |
| 4    | FIN  | Erkki Puolakka      | 2:26.45      |
| 5    | SWE  | Gustaf Jansson      | 2:27.27      |
| 6    | GBR  | Geoffrey Iden       | 2:28.02      |
| 7    | NED  | Janus van der Zande | 2:29.19      |
| 8    | POR  | Jose Araujo         | 2:29.45      |

### 10 km snelwandelen
| Rang | Land | Atleet           | Tijd    |
| ---- | ---- | ---------------- | ------- |
| 1    | TCH  | Josef Dolezal    | 45.01,8 |
| 2    | URS  | Anatoliy Yegorov | 45.53,0 |
| 3    | URS  | Sergey Lobastov  | 46.21,8 |
| 4    | SWE  | Ake Rundölf      | 46.48,8 |
| 5    | GBR  | Bryan Hawkins    | 46.52,8 |
| 6    | SUI  | Gabriel Reymond  | 47.09,8 |
| 7    | FRA  | Louis Chevalier  | 47.12,0 |
| 8    | SUI  | Fritz Schwab     | 47.21,6 |

### 50 km snelwandelen
| Rang | Land | Atleet         | Tijd         |
| ---- | ---- | -------------- | ------------ |
| 1    | URS  | Vladimir Ukhov | 4:22.12 (CR) |
| 2    | TCH  | Josef Dolezal  | 4:25.08      |
| 3    | HUN  | Antal Róka     | 4:31.33      |
| 4    | SWE  | John Ljunggren | 4:38.10      |
| 5    | HUN  | Janos Somogyi  | 4:41.41      |
| 6    | GBR  | Frank Bailey   | 4:46.07      |
| 7    | ITA  | Abdon Pamich   | 4:49.07      |
| 8    | ROM  | Ionescu Babois | 4:49.30      |

## Legenda
- AR = Werelddeelrecord (Area Record)
- CR = Kampioenschapsrecord (Championship Record)
- SB = Beste persoonlijke seizoensprestatie (Seasonal Best)
- PB = Persoonlijk record (Personal Best)
- NR = Nationaal record (National Record)
- ER = Europees record (European Record)
- WL = 's Werelds beste seizoensprestatie (World Leading)
- WJ = Wereld juniorenrecord (World Junior Record)
- WR = Wereldrecord (World Record)

## Medaillespiegel
| Plaats | Land                | Goud | Zilver | Brons | Totaal |
| 1      | Sovjet-Unie         | 16   | 11     | 8     | 35     |
| 2      | Tsjecho-Slowakije   | 4    | 2      | 4     | 10     |
| 3      | Hongarije           | 4    | 1      | 4     | 9      |
| 4      | Verenigd Koninkrijk | 3    | 4      | 7     | 14     |
| 5      | West-Duitsland      | 2    | 4      | 3     | 9      |
| 6      | Finland             | 2    | 3      | 3     | 8      |
| 7      | Zweden              | 1    | 2      | 0     | 3      |
| 8=     | Frankrijk           | 1    | 1      | 1     | 3      |
| 8=     | Polen               | 1    | 1      | 1     | 3      |
| 8=     | Italië              | 1    | 1      | 1     | 3      |
| 11     | Noorwegen           | 0    | 1      | 2     | 3      |
| 12=    | Nederland           | 0    | 1      | 0     | 1      |
| 12=    | Roemenië            | 0    | 1      | 0     | 1      |
| 12=    | Denemarken          | 0    | 1      | 0     | 1      |
| 12=    | België              | 0    | 1      | 0     | 1      |
| Totaal | Totaal              | 34   | 34     | 34    | 102    |

1934 ·
1938 ·
1946 ·
1950 ·
1954 ·
1958 ·
1962 ·
1966 ·
1969 ·
1971 ·
1974 ·
1978 ·
1982 ·
1986 ·
1990 ·
1994 ·
1998 ·
2002 ·
2006 ·
2010 ·
2012 ·
2014 ·
2016 ·
2018 ·
2022 ·
2024
Belgische medaillewinnaars · Nederlandse medaillewinnaars